# Resolució 897 del Consell de Seguretat de les Nacions Unides
La Resolució 897 del Consell de Seguretat de les Nacions Unides fou adoptada per unanimitat el 4 de febrer de 1994. després de reafirmar les resolucions 733 (1992) i la 886 (1992) i totes les seves resolucions posteriors sobre Somàlia, el Consell va discutir el paper de l'Operació de les Nacions Unides a Somàlia II (UNOSOM II) en el procés de pau al país.
El Consell de Seguretat va reafirmar la seva decisió de continuar amb el mandat de la missió de la UNOSOM II fins al 31 de maig de 1994, amb l'objectiu de completar la seva missió abans de març de 1995. Seria important que totes les parts responguin a les obligacions que van signar en els acords, particularment els signats a Addis Ababa que van ser la base per a la resolució del conflicte. Es va expressar preocupació per la construcció d'armes per part de les faccions somalis en diverses zones del país. Es van condemnar els continus incidents de lluita i bandolerisme contra els treballadors i pacificadors i es va destacar el la importància del desarmament per establir la pau. El Concili va commemorar els que havien mort i va reiterar la importància de procurar la seva seguretat. A més, era important que es creessin els consells comarcals, un consell nacional, la policia i un sistema jurídic, amb el compromís de la comunitat internacional en aquest procés.
Determinant que la situació a Somàlia continuava constituint una amenaça per a la pau i la seguretat internacionals, actuant sota el Capítol VII de la Carta de les Nacions Unides, va revisar el mandat de la UNOSOM II de la manera següent:
(a) assistir a la implementació dels acords de pau, en particular pel que fa al desarmament i al respecte de l'alto el foc;
(b) protecció de ports, aeroports i altres infraestructures essencials i línies de comunicació;
(c) lliurar ajuda humanitària;
(d) ajudar en la reorganització de la policia i la judicatura;
(e) ajudar en la repatriació i el reassentament de persones desplaçades i refugiats;
(f) assistir al procés polític a Somàlia per aconseguir un govern elegit democràticament;
(g) la protecció del personal de les Nacions Unides i les organitzacions humanitàries internacionals.
També va augmentar la missió fins a 22.000 empleats. Les regions més segures de Somàlia van ser prioritàries en la reconstrucció, així com el procés de desminatge i el Secretari General Boutros Boutros-Ghali va demanar que es posés en marxa el més aviat possible. Després de reafirmar el manteniment de l'embargament d'armes del país, el Consell va instar les parts somalis a cooperar entre elles i la UNOSOM II, respectant l'alto el foc i abstenint-se de la violència contra el personal humanitari i de les Nacions Unides.
Es va demanar al secretari general que contactés amb els partits de Somàlia després de consultes amb l'Organització de la Unitat Africana i la Lliga Àrab per acordar un calendari per a la implementació dels acords d'Addis Abeba. Es preveia que el procés es completés el març de 1995. Finalment, es va demanar a Boutros-Ghali que informés sobre la situació al Consell en el moment oportú abans del 31 de maig de 1994.